# 穆罕默德·杰苏尔
穆罕默德·杰苏尔（土耳其語：Mehmet Cesur，1982年3月24日—），土耳其男子盲人门球运动员。他曾代表土耳其参加2012年夏季残疾人奥林匹克运动会盲人门球比赛，获得一枚铜牌。